# 궁주펀역
궁주펀역은 중화인민공화국 베이징에 위치한 베이징 지하철 1호선과 베이징 지하철 10호선의 환승역이다. 1971년 1월 15일에 영업을 시작하였다.

## 역 구조
1호선과 10호선 모두 섬식 승강장으로 1면 2선의 지하철이다. 단, 10호선은 분리식이다.
| (상행) | ■ 1호선 | 핑궈위안 방면                     |
| (하행) | ■ 1호선 | 푸싱먼 · 지엔궈먼 · 스후이둥 방면 |

| (외선 순환) | ■ 10호선 | 펑타이 · 쑹자좡 · 궈마오 방면       |
| (내선 순환) | ■ 10호선 | 츠서우쓰 · 바거우 · 하이뎬황좡 방면 |

## 역세권 정보
- 중화인민공화국과학기술부(中華人民共和国国家科学技術部)
- 翠微大厦
- 중국국가공사기술도서관(中国国家工事技術图書館)
- 중국과학기술정보연구소(中国科学技術情報研究所)

## 역사
- 1971년 1월 15일 - 역 개통. 승차는 공무원만이 가능하였다.
- 1977년 - 일반 시민에게 개방.
- 1980년 - 외국인에게 개방.
- 2012년 12월 30일 - 10호선의 역 개통.

## 인접역
| 베이징 지하철 1호선     | 베이징 지하철 1호선    | 베이징 지하철 1호선         |
| ----------------------- | ---------------------- | --------------------------- |
| 완서우루 핑궈위안 방면  | ■ 베이징 지하철 1호선  | 군사박물관 역 스후이둥 방면 |
| 베이징 지하철 10호선    |                        |                             |
| 롄화차오 외선 순환 방면 | ■ 베이징 지하철 10호선 | 시댜오위타이 내선 순환 방면 |